# Lannon (Wisconsin)
Lannon es una villa ubicada en el condado de Waukesha en el estado estadounidense de Wisconsin. En el Censo de 2010 tenía una población de 1.107 habitantes y una densidad poblacional de 173,39 personas por km².

## Geografía
Lannon se encuentra ubicada en las coordenadas 43°9′17″N 88°9′12″O / 43.15472, -88.15333. Según la Oficina del Censo de los Estados Unidos, Lannon tiene una superficie total de 6.38 km², de la cual 6.33 km² corresponden a tierra firme y (0.81%) 0.05 km² es agua.

## Demografía
Según el censo de 2010, había 1.107 personas residiendo en Lannon. La densidad de población era de 173,39 hab./km². De los 1.107 habitantes, Lannon estaba compuesto por el 94.76% blancos, el 0.99% eran afroamericanos, el 0.63% eran amerindios, el 0.45% eran asiáticos, el 0% eran isleños del Pacífico, el 1.72% eran de otras razas y el 1.45% pertenecían a dos o más razas. Del total de la población el 3.97% eran hispanos o latinos de cualquier raza.